# Koda (häst)
Koda, född 2008, är en amerikansk miniatyrhäst, född i Australien. Han går under epitetet Australia's Smallest Horse.

## Biografi
Koda föddes 2008 i Australien, och vid födseln var han lika stor som en katt, och mindre än vissa hundraser. Strax efter födseln blev han diagnostierad med kortvuxenhet.
Han är vid fullvuxen ålder endast 59 cm hög, och väger 35 kilo. På grund av sin kortväxthet tror folk ibland att han är ett batteridrivet kramdjur. Koda vistas ofta på Yarrambat Veterinary Hospital norr om Melbourne, där han blir mycket uppmärksammad av människor.

### Hälsoproblem
Koda föddes med ett flertal hälsoproblem. Han hade bland annat problem med benen, vilket gjorde att han inte kunde gå eller springa riktigt, och fick genomgå flera operationer. Han har även medverkat i ett avsnitt av reality TV-serien Veterinären på Bondi Beach, där han opereras för tandproblem.